# Алберт III фон Пуххайм
Алберт III (Алберо V) фон Пуххайм (на немски: Albert III (Albero III/V) von Puchheim; * ок. 1310; † сл. 24 септември 1383 или 1384) е австрийски благородник от стария рицарски род Пуххайм (Buchheim/Puchheim), господар на Пуххайм в Горна Австрия, съветник, военен, държавник, дипломат, дава кредити и служи на трима херцога на Австрия от род Хабсбург.

## Живот
Той е син на Пилгрим II/IV фон Пуххайм († 1341/1343), главен трушсес в Австрия, и първата му съпруга Елизабет фон Щубенберг, дъщеря на Улрих фон Щубенберг-Капфенберг-Гутенберг и графиня Елизабет фон Пфанберг († 1301), дъщеря на граф Хайнрих фон Пфанберг. Баща му се жени втори път 1317 г. за Кунигунда Щукхс фон Траутмансторф († 1325). Внук е на Алберо II фон Пуххайм († 1308) и съпругата му Агнес фон Либенщайн, племенница на епископа на Пасау, Ото фон Лонсдорф (1254 – 1265). Брат му Пилгрим II фон Пуххайм († 1396) е княжески архиепископ на Залцбург (1365 – 1396).
Алберт III служи на австрийските херцози Албрехт IIl Рудолф IV и Албрехт III.
Родът фон Пуххайм получава през 1551 г. крепостта замък Пуххайм, който изгаря през 1585 г. и на неговото място се построява четири-крилен дворец в стил Ренесанс. Фамилията притежава от 1378 до 1701 г. замък Рабс и през 1548 – 1571 г. дворец Крумбах в Долна Австрия.
- Замък Пуххайм (1674)
- Дворец Пуххайм

## Фамилия
Първи брак: с Анна фон Матерсдорф. Те имат две деца:
- Елизабет фон Пуххайм-Раабс, омъжена за Ото 'Стари' фон Целкинг-Шьонег († 14 февруари 1390), син на Ото 'Млади' фон Целкинг-Шьонег († пр. 1355) и Катарина Тарс фон Раухенек
- Пилгрим V (IV) фон Пуххайм († 1402), главен дворцов майстер на австрийските херцози Албрехт III и Албрехт IV, женен за Маргарета фон Майсау, дъщеря на Хайнрих фон Майсау; имат два сина

Втори брак: със Схоластика фон Щархемберг († 1385), дъщеря на Гундакер фон Щархемберг-Хорнберг, Топел и Вилдберг († 1346) и Аделхайд фон Ланденберг († 1353). Те имат един син:
- Алберт V фон Пуххайм-Рабс († сл. 1420/1430), женен за Маргерита фон Екартзау, дъщеря на Шадолт фон Екартзау 'Стария' († 1382) и Кунигунда фон Капелен; имат син и дъщеря